# 暢気眼鏡 (映画)
『暢気眼鏡』（のんきめがね）は、1940年に公開された島耕二監督の日本映画。
第5回（1937年上半期）芥川龍之介賞を受賞した尾崎一雄の同名小説が原作。

## スタッフ
- 監督 - 島耕二[1]
- 脚本 - 館岡謙之助、北村勉[2]
- 原作 - 尾崎一雄[1] 小説『暢気眼鏡』
- 撮影 - 相坂操一[1]

## キャスト
- 杉狂児 - 眞木太郎[2]
- 轟夕起子 - 妻芳枝[2]
- 山田治子 - 娘和子[2]
- 星ひかる - 大観堂主人[2]
- 藤村昌子 - 久美濱シナエ[2]
- 笠原恒彦 - 山口[2]
- 長尾敏之助 - 田村[2]
- 山ノ上於久良 - 横矢さん[3]
- 尾崎輔 - 古道具屋の亭主[2]
- 金子春吉 - 雑誌社編集長A[2]
- 吉川英蘭 - 雑誌社編集長B[2]
- 斎藤紫香 - デパート支配人[2]
- 三井智恵 - 令夫人[3]
- 大倉喜太八 - 焼鳥屋の親爺[2]
- 東勇路 - 警官[2]
- 那須三平 - 池田氏[2]

## テレビドラマ
- 1961年1月3日、10日 21:15 - 21:45、NET『カネカロン劇場 女の四季（第40回・第41回）』で放送。出演は岡田英次、中村メイコ、青木義朗、花岡菊子。[4]

- 1963年7月21日 22:00 - 23:00、NET『シオノギ日本映画名作ドラマ』で放送。出演は長門裕之、南田洋子、松村達雄、杉狂児、大宮敏光（大宮敏充）、舟橋元、佐伯徹、十朱久雄。[5]

- 1967年8月16日～9月6日 4回 21:30 - 22:30、TBS『競作女優シリーズ(5)』で放送。出演は藤村志保、緒形拳、長谷川澄子、野際陽子、山本学（山本學）、金井由美、太刀川寛、堀勝之祐、高須賀夫至子、塩崎景子、小池朝雄。[6]